# Jávai borznyest
A jávai borznyest (Melogale orientalis) a ragadozók (Carnivora) rendjén belül a  menyétfélék (Mustelidae) családjába tartozó faj.

## Alfajai
- Melogale orientalis orientalis Jáva keleti felén honos.
- Melogale orientalis sundaicus Jáva nyugati felén honos.

## Előfordulása
Jáva szigetén honos.

## Megjelenése
Bundája szürke színű.

## Életmódja
Mindenevő. Fő táplálékai rovarok, rágcsálók, kétéltűek, csigák és gyümölcsök.

## Külső hivatkozások
- A faj szerepel a Természetvédelmi Világszövetség Vörös Listáján. IUCN. (Hozzáférés: 2009. szeptember 21.)